# Ахалазија
Ахалазија, кардиоспазам или дисинергија једњака представља дифузни моторни поремећај, који се карактерише ослабљеном перисталтиком и немогућношћу релаксације доњег дела једњака. Јавља се код оба пола (чешће код мушкараца) између 30. и 60. године живота.

## Етиологија
Промене настају услед поремећаја неуро-мишићног апарата, односно недостатка влакана Аербаховог нервног плексуса (сплета нерава) у мишићном слоју зида једњака. Сматра се да денервацију Аербаховог сплета узрокују различити фактори: вируси, бактерије, паразити, токсичне материје, метаболички поремећаји, оштећења нервних влакана у току оперативних захвата и сл.

## Клиничка слика
Парасимпатичка влакна која имају релаксирајућу улогу у пределу доњег сфинктера једњака недостају, и тај део не може да се нормално отвара за време проласка хране кроз једњак. Болест веома често настаје нагло са појавом дисфагије (поремећаја гутања), било после стресних ситуација или у току акутних болести горњих респираторних путева. У почетку се дисфагија јавља током уношења чврсте (недовољно сажвакане) хране, а касније и код уношења кашасте и течне хране и напитака. Тегобе временом постају све израженије и болесници да би прогутали храну узимају у току оброка све већу количину течности. У каснијој фази болести долази до дилатације (ширења) једњака и успоравања транзита кроз њега, што доводи до појаве повраћања, руминације (преживања), осећаја лошег задаха из уста, преливања хране у душник и усну дупљу, као и појаве аспирационих бронхопнеумонија и губитка телесне тежине. Бол у грудном кошу (невезан за кардиоваскуларна обољења) настаје после уношења обилних оброка и престаје када се једњак испразни.

## Компликације
Као компликације основне болести могу да се јаве: застојни езофагитис (упала једњака), ерозије, улцерације, стварање дивертикула (џепастих проширења), перфорације зида, а најтежа компликација је малигно обољење једњака.

## Дијагноза
Дијагноза ахалазије се поставља на основу анамнезе, радиоскопије и радиографије, ендоскопије и хистолошког налаза.

## Лечење
Примена нитрата са дуготрајним дејством или блокатора калцијумових канала смањује притисак доњег сфинктера једњака и побољшава пролаз хране. У употреби су и различити пнеуматски дилататори којима се постижу задовољавајући резултати. Дијететски режим (чести и мањи оброци од течно кашасте хране без јаких зачина) смањују иритабилну улогу и спорије долази до ерозивних промена. Хируршко лечење има дуготрајнији ефекат, а потпуно излечење се постиже Хелеровом кардиомиотомијом или дилатацијом једњака балоном.